# Rotundaria
Rotundaria је род слатководних шкољки, мекушаци из породице Unionidae, речне шкољке.

## Врсте
Врсте у оквиру рода Rotundaria:
- Rotundaria asperata (Lea, I., 1861)
- Rotundaria aurea (Lea, I., 1859)
- Rotundaria couchiana (Lea, I., 1860)
- Rotundaria houstonensis (Lea, I., 1859)
- Rotundaria infucata (Conrad, 1834)
- Rotundaria kieneriana (Lea, I., 1852)
- Rotundaria kleiniana (Lea, I., 1852)
- Rotundaria nodulata (Rafinesque, 1820)
- Rotundaria petrina (Gould, 1855)
- Rotundaria pustulosa (Lea, I., 1831)
- Rotundaria refulgens (Lea, I., 1868)
- Rotundaria succissa (Lea, I., 1852)
- Rotundaria tuberculata (Rafinesque, 1820)